# Municipio de Green (condado de Platte)
El municipio de Green (en inglés: Green Township) es un municipio ubicado en el condado de Platte en el estado estadounidense de Misuri. En el año 2010 tenía una población de 2121 habitantes y una densidad poblacional de 13,88 personas por km².

## Geografía
El municipio de Green se encuentra ubicado en las coordenadas 39°29′32″N 94°44′48″O / 39.49222, -94.74667. Según la Oficina del Censo de los Estados Unidos, el municipio tiene una superficie total de 152.79 km², de la cual 152.18 km² corresponden a tierra firme y (0.4%) 0.61 km² es agua.

## Demografía
Según el censo de 2010, había 2121 personas residiendo en el municipio de Green. La densidad de población era de 13,88 hab./km². De los 2121 habitantes, el municipio de Green estaba compuesto por el 97.83% blancos, el 0.28% eran afroamericanos, el 0.42% eran amerindios, el 0.19% eran asiáticos, el 0.05% eran isleños del Pacífico, el 0.42% eran de otras razas y el 0.8% pertenecían a dos o más razas. Del total de la población el 2.17% eran hispanos o latinos de cualquier raza.